# Швая, Василий Иванович
Василий Иванович Швая (9 января 1963 — 15 сентября 2001) — советский самбист, чемпион и призёр чемпионатов СССР и мира, чемпион Европы, обладатель Кубков СССР и мира, Заслуженный мастер спорта СССР, капитан сборной СССР по самбо.

## Биография
В 10 лет начал заниматься самбо. Через пять лет после начала занятий выполнил норматив мастера спорта. В 1978 году окончил школу, а в 1981 году — СПТУ. В 1982—1983 годах становился чемпионом СССР и мира среди молодёжи. В 1983 году стал мастером спорта СССР международного класса. В 1992 году был признан лучшим самбистом мира.
В начале 1996 года создал общественную организацию «Возрождение» для помощи юным спортсменам и ветеранам спорта, организации спортивных соревнований.
Погиб, спасая тонущего брата.

## Спортивные результаты
- Чемпионат СССР по самбо 1984 года — ;
- Чемпионат СССР по самбо 1986 года — ;
- Самбо на летней Спартакиаде народов СССР 1986 года — ;
- Чемпионат СССР по самбо 1987 года — ;
- Чемпионат СССР по самбо 1988 года — ;
- Чемпионат СССР по самбо 1989 года — .

## Память
В Краснокамске его именем названа улица. Ему также поставлен памятник. Проводится ежегодный турнир памяти Василия Швая.